# Riksdagen 1731
Riksdagen 1731 ägde rum i Stockholm.
Ständerna sammanträdde den 19 januari 1731. Lantmarskalk var Arvid Horn. Prästeståndets talman var ärkebiskop Johannes Steuchius. Borgarståndets talman var Johan Boström och bondeståndets talman Håkan Olofsson.
Riksdagen avslutades den 22 juni 1731.